# 朱國治
朱國治（约1620年代—1673年12月28日），字平寰，正黃旗汉姓包衣出身:41，后属汉军正黄旗人，籍奉天抚顺（自署籍三韓）。清朝官員，顺治朝初期贡士。历官大理寺卿、江苏巡抚（顺治朝）、雲南巡撫（康熙朝）。雍正七年，入祀昭忠祠。

## 生平
顺治元年（1644）拔貢，三年由贡生考选知县，获贡士。四年（1647），补授顺天府固安知縣，在任上“兴文养士，革弊甦民”，入固安县名宦祠（载《固安县志》，康熙53年（1714）刻本）；八年（1651）任河南大名府开州（今濮阳市）知州，有政声（据1806年《开州志：职官》）；十年，直隶顺德府（今河北邢台）知府（记为贡士，载《畿辅通志：职官》卷60）；十一年，直隶顺天府霸州知州（载《霸县志》）；十三年，山東按察使司副使、直隶霸州兵备道（驻霸州；康熙朝改霸昌道，驻昌平州）；十五年，大理寺少卿；十六年（1659年），擢至大理寺卿（同年前任为内务府正白旗汉军张自德，其子画家张纯修）；十七年，特旨陞補江蘇巡撫兼都察院右副都御史。
顺治九年（1652）壬辰在河南开州（今濮阳）知州任上时，与關西楊果、三秦高光龍謁濮陽子路墓祠，“見祠宇荒涼，滿目淒然，有感於懷，隨唱和三律”，其中朱国治的诗歌写道：“先賢祠宇半凋零，兵火曾為幾度經。斷篆常照荒徑月，忠梁時墜曉天星。雨淋穴塚隱狐兔，風過巢林危鶴䴇。道義爭傳千古重，陰雲五月颼颼泠”。次年，与伯父、仲弟國弼再祀先賢，勒石以志之。刻石原鑲嵌在濮陽子路墓祠舊享殿内壁，现存濮陽子路博物館（载《濮陽碑刻墓誌》，2003）。顺治九年（1652），重修开州知州署内署，建披云阁（载沈樂善《开州志》，1806）。顺治十年，在直隶順德府（今河北邢台市）知府任上，重建國士書院（旧称龍岡書院）（载《幾輔通志：書院志》）；建（邢台）小西天圣母殿，立碑纪事，请明天啓二年（1622年）壬戌科进士张镜心（好友同榜进士书法家王鐸 (天啟進士)）为之撰《小西天建脩圣母殿碑记》（该碑现仍存）；修缮顺德府文庙（载《顺德府志》）。
顺治十七年（1660）正月至康熙元年（1662）正月出任江蘇巡撫（驻苏州）兼都察院右副都御史，總理糧儲，提督軍務（载《钦定八旗通志：各省巡抚》卷340）。十七年春，弹劾布政使陳培正庸劣累民，罷之（载《欽定八旗通志》卷194）；同年，疏言“臣謂以守寓戰。凡海邊江口、多設烽堠炮台，使郑成功军勢困援絕眾心必變。乘間攻之”。十八年（1661），疏言海防緊要，“請將蘇州海防同知、移駐常熟縣。松江海防同知、移駐上海縣。各令其督修沿海橋梁、馬路墪堡、協催兵餉、嚴行保甲之法、稽查出洋船只”（据《清實錄順治朝實錄》）；题设江苏布政使司暂驻苏松道署，后购苏州王氏宅作为署府（据《江南通志》，1737；王氏宅系原明大学士王鏊故居“怡老园”；康熙十五年镶黄旗汉军丁思孔、雍正七年镶黄旗满洲高斌、乾隆五年内务府正黄旗汉军安宁 (官员)均曾任江苏布政使，载《苏州府志》）；又疏言“蘇、松、常、鎮四府屬、並溧陽縣，未完錢糧文武紳衿共一萬三千五百一十七名，應照例議處。……得旨：紳衿抗糧，……該部照定例嚴加議處”（据《清實錄康熙朝實錄》）。据民间史记，在江苏巡抚任上，搜刮無度，人稱“朱白地”，凡紳衿有欠糧者，無論多寡，皆以抗糧為名絀籍或逮捕，史稱江南奏銷案；順治十八年（1661年），又在哭廟案中，羅織罪名殺害金聖歎等人。康熙元年（1662）正月，“丁父憂，不候代歸，部議擅離職守，革職”（据《欽定八旗通志》卷194），正红旗汉军韩世琦（曾祖父明大学士韩爌）继任江苏巡抚。
康熙十年（1671）五月，补授雲南巡撫，期间代管云贵总督事务（时云贵总督、正蓝旗汉军甘文焜）。康熙十二年（1673年）十一月廿一·丙戌（1673年12月28日），三藩之乱时，因拒绝吳三桂的邀叛，被吴三桂杀死。康熙二十年，雲南平，朱國治櫬及家屬由大將軍貝子彰泰（又章泰）等护送回京（载《钦定八旗通志：大臣传六十》卷194）。康熙二十一年（1682年），諭曰：“朱國治當逆賊吳三桂反叛之初，抗不從逆，遂被殺害，捐軀殉難，深為可憫，其從優議恤”。康熙二十二年（1683），敕赠户部右侍郎，赐祭葬（载《康熙朝實錄》卷101）。三藩之亂平定後，清廷將朱國治列入“忠義”死難臣子之列（载《八旗通志初集：八旗祀典》卷55，1739），入祀功臣庙（载《欽定八旗通志：八旗祀典二》卷82），蔭一子、入国子監讀書。雍正七年（1729），入祀昭忠祠。同年，雍正帝特令“查其子孙，出包衣，归于正黄旗”（据《钦定八旗通志：忠义传二十二汉军八旗》卷230）:41。《钦定八旗通志》中被列入“忠義傳”中。生平载《八旗通志初集》卷195、《钦定八旗通志：大臣传六十》卷194、《钦定八旗通志：忠义传二十二》卷230、《清史稿：列传二百七十五》、《满洲名臣传》（清国子监刊本）。
康熙五十六年（1717）八月初一日，儿佐领朱纶、孙壮达朱永镇（满语“壮达”汉译“护军校”，后任圆明园护军参领）立朱国治墓碑于今北京石景山区模式口村。现今墓未知，墓碑已无存；满汉文《朱國治御祭碑》（刻于康熙二十二年（1683））拓片、正书《朱國治墓碑》（刻于康熙56年（1717）8月1日）拓片均存北京国家图书馆；《朱國治御祭文》，载现代版《北京圖書館藏中國歷代石刻拓本匯编》v. 101。

## 家庭
- 父朱哈拉不拉（c.1600s-1662），世居辽东抚顺，国初入正黄旗包衣籍（载《八旗通志初集》），从龙入关。有一胞兄。
- 胞弟国弼（c.1630s-?）。
- 子朱纶（c.1660s-?），正黄旗佐领。
- 孙朱永镇（c.1690s-?），护军校（满语“壮达”）、圆明园正黄旗护军参领（圆明园八旗护军营创建于雍正二年（1724），又见圓明園八旗內務府三旗護軍營總統大臣）。
- 曾孙女朱氏（c.1720s-?），嫁正蓝旗汉军、同知胡氏安保（c.1720s-?；父二等侍卫胡照（c.1700s-?），母高佳氏系镶黄旗满洲、文华殿大学士文端公高晉胞姊，祖父头等侍卫、副都统永庆），即道光三十年庚戌（1850）进士吉惠的曾祖母。

## 影視形象

### 電視劇
| 演員   | 年份   | 作品         |
| 刘毓滨 | 2001年 | 《康熙王朝》 |

## 延伸阅读
[在维基数据编辑]
 《清史稿·卷488》，出自趙爾巽《清史稿》